# ديفيد إدواردز (مغني)
ديفيد إدواردز (بالإنجليزية: David Edwards)‏ هو موسيقي ومغني بريطاني، ولد في 3 سبتمبر عام 1944، في كارديغان ‏ في المملكة المتحدة.

## وصلات خارجية
- ديفيد إدواردز على موقع ميوزك برينز (الإنجليزية)
- ديفيد إدواردز على موقع ديسكوغز (الإنجليزية)